# Béatrice Fresko-Rolfo
Pour les articles homonymes, voir Rolfo.
Béatrice Fresko-Rolfo (1969) est une femme politique monégasque.

## Biographie
Née le 12 février 1969 à Monaco, Béatrice Fresko-Rolfo est gérante de société.
Elle est élue au Conseil national en 2008 sous les couleurs de Rassemblement et Enjeux.